# Придніпровське (Золотоніський район)
Придніпро́вське — село в Україні, у Золотоніському районі Черкаської області. Входить до складу Іркліївської сільської громади. У селі мешкає 999 людей.

## Історія
Село Придніпровське засноване під час створення Кременчуцького водосховища з сіл Мойсенці, Демки та деяких інших сіл, котрі підлягали затопленню.

## Населення

### Мова
Розподіл населення за рідною мовою за даними перепису 2001 року:
| Мова       | Кількість | Відсоток |
| ---------- | --------- | -------- |
| українська | 1036      | 96.28%   |
| російська  | 20        | 1.86%    |
| вірменська | 17        | 1.58%    |
| білоруська | 3         | 0.28%    |
| Усього     | 1076      | 100%     |

## Відомі люди
В селі народилися:
- Інокентій Біда  архімандрит, священномученик — православний святий (день пам'яті 24 грудня за старим / 6 січня (на Святвечір) за новим стилем)[3];
- Іван Ле — український письменник;
- Олексій Дмитрович Зубалій — український історик.
- Михайло Іванович Водяник — Заслужений вчитель УРСР